# 大泉 (德克薩斯州)
大泉（英語：Big Spring）是一個位於美國德克薩斯州霍華德縣的城市。根據2010年美國人口普查，該地共人口15449人，而該地的面積約為49.70平方千米。同時該地也是霍華德縣的縣治。

## 地理
大泉的座標為32°14′36″N 101°28′31″W / 32.24333°N 101.47528°W，而該地的平均海拔高度為744米（即2441英尺）。